# Oblasti v Bulharsku

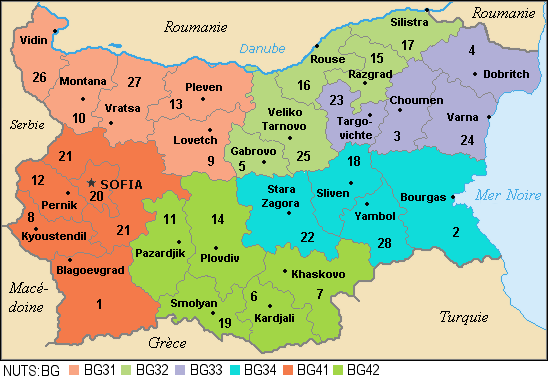
Oblasti a jejich seskupení pro statistické účely

Bulharské oblasti představují v administrativním dělení Bulharska vyšší správní jednotky. V Bulharsku je 28 oblastí a ty se dále dělí na obštiny.

## Postavení
Podle bulharské ústavy z roku 1991 je oblast (bulharsky област) územně správní jednotkou, která uskutečňuje regionální politiku a řízení státu na místní úrovni a zajišťuje soulad mezi místními a celostátními zájmy. Oblasti jsou jednotkami nejvyšší úrovně a je jich 28.. Oblasti nesou název svého správního střediska.
Oblasti jsou totožné s územními celky pro statistické účely kategorie 3 (NUTS-3). 

## Tabulka
V následující řaditelné tabulce figurují všechny oblasti s uvedením poštu příslušných obštin, rozlohy, počtu obyvatel a kódu statistického celku.
| Oblast         | bulharsky      | správní středisko | Počet obštin | Rozloha (km²) | Počet obyvatel | Kód NUTS-3 |
| -------------- | -------------- | ----------------- | ------------ | ------------- | -------------- | ---------- |
| Blagoevgrad    | Благоевград    | Blagoevgrad       | 14           | 6 449,0       | 323 552        | BG413      |
| Burgas         | Бургас         | Burgas            | 13           | 7 748,1       | 415 817        | BG341      |
| Dobrič         | Добрич         | Dobrič            | 8            | 4 719,7       | 189 677        | BG332      |
| Gabrovo        | Габрово        | Gabrovo           | 4            | 2 023,0       | 122 702        | BG322      |
| Chaskovo       | Хасково        | Chaskovo          | 11           | 5 543,0       | 246 238        | BG422      |
| Jambol         | Ямбол          | Jambol            | 5            | 3 335,5       | 131 447        | BG343      |
| Kărdžali       | Кърджали       | Kărdžali          | 7            | 3 209,1       | 152 808        | BG425      |
| Kjustendil     | Кюстендил      | Kjustendil        | 9            | 3 084,3       | 136 686        | BG415      |
| Loveč          | Ловеч          | Loveč             | 8            | 4 128,8       | 141 422        | BG315      |
| Montana        | Монтана        | Montana           | 9            | 3 635,5       | 148 098        | BG312      |
| Pazardžik      | Пазарджик      | Pazardžik         | 12           | 4 458,0       | 275 548        | BG423      |
| Pernik         | Перник         | Pernik            | 6            | 2 390,5       | 133 530        | BG414      |
| Pleven         | Плевен         | Pleven            | 11           | 4 333,5       | 269 752        | BG314      |
| Plovdiv        | Пловдив        | Plovdiv           | 18           | 5 972,9       | 683 027        | BG421      |
| Razgrad        | Разград        | Razgrad           | 6            | 2 637,0       | 125 190        | BG324      |
| Ruse           | Русе           | Ruse              | 8            | 2 803,0       | 235 252        | BG323      |
| Silistra       | Силистра       | Silistra          | 7            | 2 851,1       | 119 474        | BG325      |
| Sliven         | Сливен         | Sliven            | 4            | 3 544,0       | 197 473        | BG342      |
| Smoljan        | Смолян         | Smoljan           | 10           | 3 193,0       | 121 752        | BG424      |
| Sofie          | София          | Sofie             | 1            | 1 348,9       | 1 291 591      | BG411      |
| Sofijská       | Софийска       | Sofie             | 22           | 7 059,0       | 247 489        | BG412      |
| Stara Zagora   | Стара Загора   | Stara Zagora      | 11           | 5 151,1       | 333 265        | BG344      |
| Šumen          | Шумен          | Šumen             | 10           | 3 390,2       | 180 528        | BG333      |
| Tărgovište     | Търговище      | Tărgovište        | 5            | 2 710,4       | 120 818        | BG334      |
| Varna          | Варна          | Varna             | 12           | 3 820,0       | 475 074        | BG331      |
| Veliko Tărnovo | Велико Търново | Veliko Tărnovo    | 10           | 4 661,6       | 258 494        | BG321      |
| Vidin          | Видин          | Vidin             | 11           | 3 032,9       | 101 018        | BG311      |
| Vraca          | Враца          | Vraca             | 10           | 3 619,7       | 186 848        | BG313      |

## Historie
Oblasti byly v Bulharsku poprvé definovány jako správní jednotky při druhé územně správní reformě v roce 1901. Během let jejich počet kolísal mezi sedmi a čtrnácti a v roce 1947 byly oblasti nahrazeny okruhy. Oblasti byly znovu definovány v roce 1987. Devíti oblastem bylo podřízeno tehdejších 28 okruhů. Současný (2015) stav platí od roku 1999.